# Kanoslalom

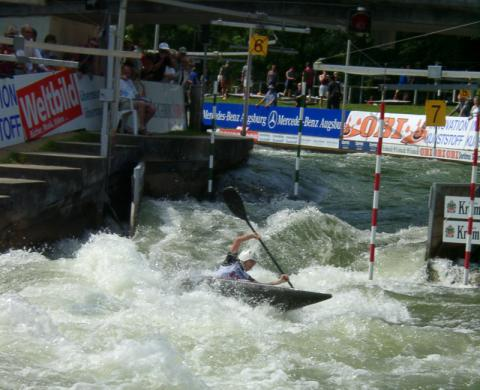
Slalomkanoën, Olympische baan (het Eiskanal) in Augsburg

Kanoslalom is een sport op wildwater waarbij techniek en waterkracht bij elkaar komen om de snelste weg van het parcours naar beneden te vinden.
Bij kanoslalom is het de bedoeling een vooraf aangegeven route zo snel mogelijk, met zo min mogelijk fouten, te bevaren. De route is voorzien van kunstmatige hindernissen - poortjes en poortcombinaties - welke bestaan uit tweekleurige paaltjes die boven het water hangen. Twee groen-witte of twee rood-witte paaltjes vormen samen een poortje waardoorheen gevaren moet worden. De groen-witte paaltjes dienen stroomafwaarts gepasseerd te worden, de rood-witte stroomopwaarts. Het aanraken of foutief bevaren van de poortjes levert strafsecondes op die bij de vaartijd opgeteld worden.

## Geschiedenis
De wildwaterwedstrijdsport begon ongeveer vanaf 1920. Het waren wildwaterafvaartwedstrijden. Wildwater-slalomwedstrijden kwamen later maar waren wel de eerste met wereldkampioenschappen. De eerste slalomwedstrijd was een vlakwaterwedstrijd gehouden op 11 september 1932 op het Hallwilermeer in Zwitserland. Een jaar later vond de eerste wildwater-slalomwedstrijd plaats, die werd gehouden op wildwater 2 en 3 van de rivier de Aare in de buurt van Rupperswil. Bij de eerste wedstrijden waren er boeien in het water gezet en palen waar de slalommers omheen moesten varen. Ongeveer rond diezelfde tijd in Oostenrijk, ontwikkelde de sport zich met de rode en groene poortjes zoals we die nu nog steeds kennen.
In 1937 waren er "internationale" slalomwedstrijden in Duitsland, Oostenrijk en Zwitserland en nationale slalom wedstrijden in Joegoslavië, Tsjecho-Slowakije en Italië. Op de Rhône in de buurt van Genève werd in 1949 het eerste officiële wereldkampioenschap gehouden. Deelnemende landen waren: Oostenrijk, Zwitserland, Frankrijk, Tsjecho-Slowakije, België, Luxemburg en Groot-Brittannië.
In 1972 tijdens de Spelen in München stond kanoslalom als demonstratiesport voor de eerste keer op het Olympische programma. Het duurde twintig jaar voordat kanoslalom zijn terugkeer vierde in het Olympische programma. Tijdens de Spelen van 1992 in Barcelona kwam kanoslalom in het vaste programma terecht. Kanoslalom is sindsdien een vaste discipline op de Olympische Spelen.
Ook het materiaal heeft zich steeds verder ontwikkeld. In de eerste jaren voeren de atleten in vouwkano's. Later werden deze van polyester en vervolgens werden de bolle kano's steeds platter waardoor het mogelijk werd om de poortjes te ondersnijden. Aanvankelijk waren de kano's vier meter lang, sinds 2005 is de minimale lengte drie en een halve meter. Deze korte lengte maakt de kano een stuk wendbaarder.

## Wedstrijdsport

### Het parcours
Een slalom parcours bestaat uit minimaal 18 en maximaal 25 poortjes. Een poortje bestaat uit twee palen die minimaal één meter twintig uit elkaar hangen. Groen-witte poortjes dienen stroomafwaarts gevaren te worden en rood-witte poortjes stroomopwaarts. De afstand tussen start en finish in een rechte lijn is tussen de 250 en 400 meter. Een snelle vaarder legt een parcours in ongeveer 100 seconden af. Internationale wedstrijden worden gevaren op wildwatercategorie 2 en 3. Nederlandse en Belgische (nationale) wedstrijden worden ook gehouden op stilstaand water en wildwater 1.

### Vaartijd en strafseconden
Het doel is om zo snel mogelijk en foutloos het parcours af te leggen. Wanneer één of beide paaltjes van een poortje worden geraakt krijg je twee strafseconden die bij de vaartijd worden opgeteld. Wanneer een poortje verkeerd wordt gevaren, omdat de vaarder bijvoorbeeld het poortje mist of in de verkeerde vaarrichting vaart, krijgt hij of zij vijftig strafseconden.

### Het bepalen van de uitslag
Bij nationale (Nederland en België) wedstrijden zijn twee manches. Degene met de snelste manche (tijd plus strafseconden) is de winnaar.
Internationale wedstrijden hebben een selectieronde, een halve finale en een finale. De selectieronde bestaat uit twee manches waarvan de beste telt. De twintig beste vaarders gaan door naar de halve finale. De halve finale bestaat uit één manche, de tien vaarders met de beste tijd gaan door naar de finale. Ook de finale bestaat uit slechts één manche, de winnaar is degene met de snelste tijd in de finale.

### Verschillende categorieën
Slalomkanoën kent vijf categorieën:
- K1 heren
- K1 dames
- C1 heren
- C1 dames
- C2 heren (geen olympisch onderdeel)

|  |  |

K1 staat voor eenpersoons kajak (wordt bevaren met een dubbelbladige peddel); C1 staat voor eenpersoons kano die wordt bevaren met een enkelbladige peddel; C2 staat voor tweepersoons kano die wordt bevaren met een enkelbladige peddel.
Bij nationale wedstrijden wordt tevens een indeling naar leeftijd gemaakt. Internationaal zijn er ook aparte kampioenschappen voor junioren en U23 (jonger dan 23 jaar).

## Nederlandse medailles
- De eerste WK-medaille voor Nederland was op het WK in Muota (Zwitserland) in 1973. De bronzen medaille was voor Peter van Stipdonk en Ria Verschuren in de klasse C2mix. Een klasse die tegenwoordig niet meer bestaat in het internationale wedstrijdcircuit.
- In 2003 haalde Nederland een WK-medaille met ploegen op het WK in Augsburg. Floris Braat, David Backhouse en Sam Oud zorgde voor een zilveren medaille.
- Floris Braat is nog steeds de eerste en enige Nederlandse wereldbekerwinnaar. In 2000 won hij de wereldbeker in la Seu d'Urgell.
- Sam Oud en Floris Braat haalde ook beide als junior WK en EK medailles. Op het junioren WK van 1996 in Lipno (Tsjechië) haalde Sam Oud goud en Floris Braat zilver. Het jaar daarna werd Floris Braat Europees kampioen in Nowy Sącz (Polen).